# HMAS Sydney (1912)
HMAS Sydney — лёгкий крейсер типа «Чатам» Королевского австралийского военно-морского флота, известный победой в бою со знаменитым рейдером «Эмден».

## История службы

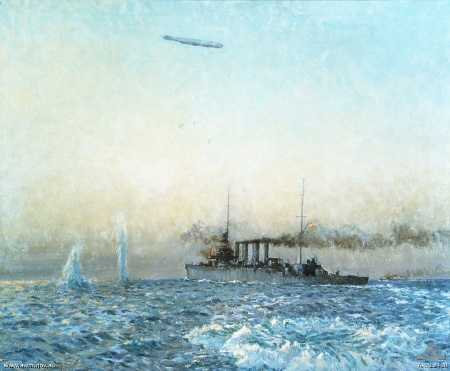
Сражение HMAS Sydney и немецкого Zeppelin L43 на картине Чарльза Брайанта

Заложен 11 февраля 1911 года на верфи фирмы London and Glasgow Engineering Company, спущен на воду 29 августа 1912 года и в 1913 году вошёл в состав австралийского флота. 19 сентября «Сидней» прибыл в Австралию.
С началом Первой мировой войны крейсер принял активное участие в захвате германских колоний в Тихом океане и защите морских коммуникаций Антанты. В октябре 1914 года «Сидней» занимался конвоированием транспортов с АНЗАК.
1 ноября 1914 года, во время сопровождения «Сиднеем» очередного конвоя совместно с крейсером «Мельбурн», командир отряда капитан 1 ранга М. Л. Силвер получил радиограмму с острова Дирекшен, находящегося в 55 милях к югу от курса конвоя, сообщающую о появлении подозрительного корабля на горизонте. Предполагая, что этим кораблём может быть германский рейдер, Силвер приказал «Сиднею» развести пары и полным ходом идти к Кокосовым островам.

### Бой у Кокосовых островов.
В 9:15 с «Сиднея» заметили впереди землю, а потом, почти сразу, дым, который оказался «Эмденом», идущим навстречу. В 9:40 противники открыли огонь с большой дистанции, причём слабейший «Эмден» накрыл австралийский корабль третьим залпом, который вывел из строя носовой дальномер и убил дальномерщика. «Сидней» немного задержался с определением дистанции и пристрелкой, но на двадцатой минуте боя немецкий крейсер начал получать попадания, а к 10:20 потерял переднюю трубу; также были выведены из строя система управления огнём, рулевое управление и радиостанция, отсутствовало электроснабжение. Командир «Сиднея» капитан Глоссоп старался держать дистанцию, чтобы использовать преимущества своих более дальнобойных и тяжёлых орудий. В 11 часов избитый «Эмден» прекратил огонь и начал движение к берегу. В это время на горизонте появился германский угольщик «Бьюреск», и «Сидней» пустился за ним в погоню.
После потопления угольщика, австралийский крейсер вернулся к сидящему на мели «Эмдену» и предложил сдаться; не получив ответа, капитан Глоссоп приказал открыть огонь. Через пять минут «Эмден» спустил флаг и капитулировал. Потери «Сиднея» в бою составили 3 убитых и 8 раненых.

### Дальнейшая служба
В 1915 году «Сидней» был переведён на европейский театр военных действий и оставался там до окончания войны.
В 1922 году крейсер совершил ряд визитов в порты США. В 1929 году он был разобран на металл.